# نوچه (فیلم ۲۰۱۱)
نوچه یا شرخر (به انگلیسی: Goon) فیلمی محصول سال ۲۰۱۱ و به کارگردانی مایکل داوس است. در این فیلم بازیگرانی همچون شان ویلیام اسکات، جی باروشل، الیسون پیل، مارک-آندره گروندین، یوجین لوی، کیم کوتس، لیو شرایبر، دیوید پیتکاو و جاناتان چری ایفای نقش کرده‌اند.
فیلم نوچه: آخرین مجریان دنباله این فیلم است.